# 시오이리역 (가나가와현)
시오이리역(일본어: 汐入駅、しおいりえき)
(영어: Shioiri Station)은 일본 가나가와현 요코스카시에 있는 게이힌 급행전철 본선의 철도역이다. 역 번호는 KK58이다.

## 역 구조
상대식 승강장 2면 2선의 지상역. 플랫폼의 대부분은 성토 상에 있으며 우라가 방향쪽으로는 터널과 인접한다.
개찰구는 1곳으로 플랫폼에는 계단과 엘리베이터가 설치되어 있다.

### 타는 곳
| 1 | 게이큐 본선 | 요코스카추오・게이큐 구리하마・우라가・미사키구치 방면                              |
| 2 | 게이큐 본선 | 요코하마・게이큐 가와사키・시나가와・센가쿠지・신바시・아사쿠사・인바니혼이다이방면 |

## 역세권 정보
요코스카 시의 중심 시가지 서쪽에 자리하고 있다.
역 주변은 오랜 역사를 가진 상가가 있고 산 쪽에 분포된 재개발 지구의 바다 쪽으로 크게 나뉜다. 재개발 지구는 스미토모 중기계 공업 요코스카 가루공장 흔적과 재일 미국 해군 병사 클럽(EM클럽) 흔적을 1980년대 중반부터 재개발한 새로운 지구이다.
쇼퍼즈 플라자 요코스카, 요코스카 예술 극장, Mercure 호텔 요코스카 등 요코스카를 대표하는 시설들이 많다. 한편 산 쪽에는 도랑판거리와 시오이리오도리 등의 상가나 주택지가 있다.
- 미도리가오카 여자중・고등학교
- 동일본 여객철도 요코스카 선 요코스카역
- 국도 제16호선
- 우에루니치 공원
- 스와 공원
- 요코스카 시 종합 복지 회관
- 요코스카 해군 기지
- 해상 자위대 요코스카 기지
- 요코스카 시오이리 우체국
- 요코스카 옵트

## 역사
- 1930년 4월 1일: 요코스카 군항역으로 영업 개시.
- 1940년 10월 1일: 군 시설의 소재가 밝혀지는 것은 좋지 않다고 판단되어 요코스카시오도메역으로 개명.
- 1941년 11월 1일: 쇼난 전기 철도의 합병으로, 게이힌 전기 철도의 역이 됨.
- 1942년 5월 1일: 게이힌 전기 철도의 합병으로 도쿄 급행 전철의 역이 됨.
- 1948년 6월 1일: 게이힌 급행 전철 발족, 게이힌 급행 전철의 역이 됨.
- 1961년 9월 1일: 역 소재지의 정명 개정에 따라, 시오이리역으로 개명.

## 갤러리

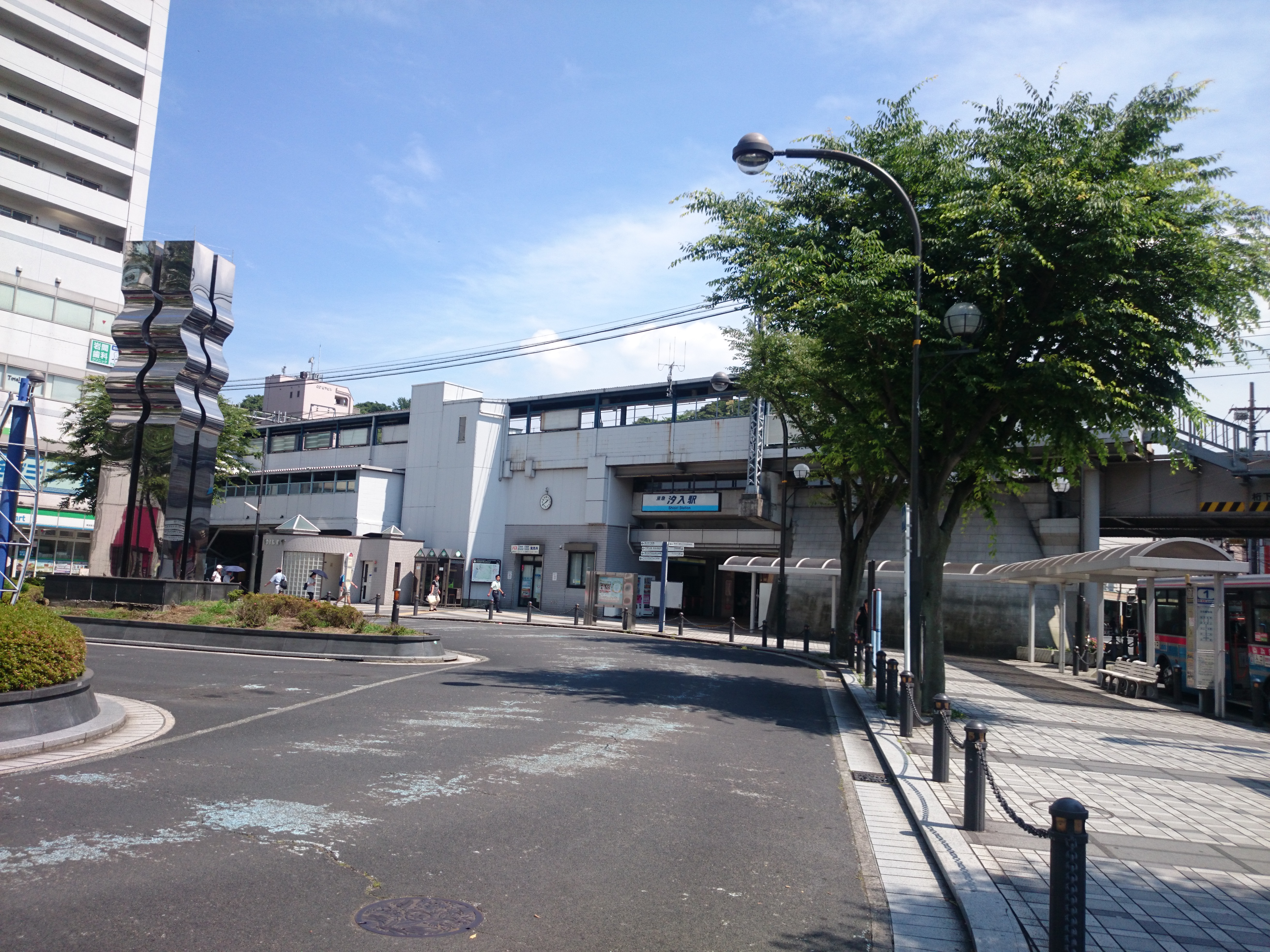
역사（2016년 6월）
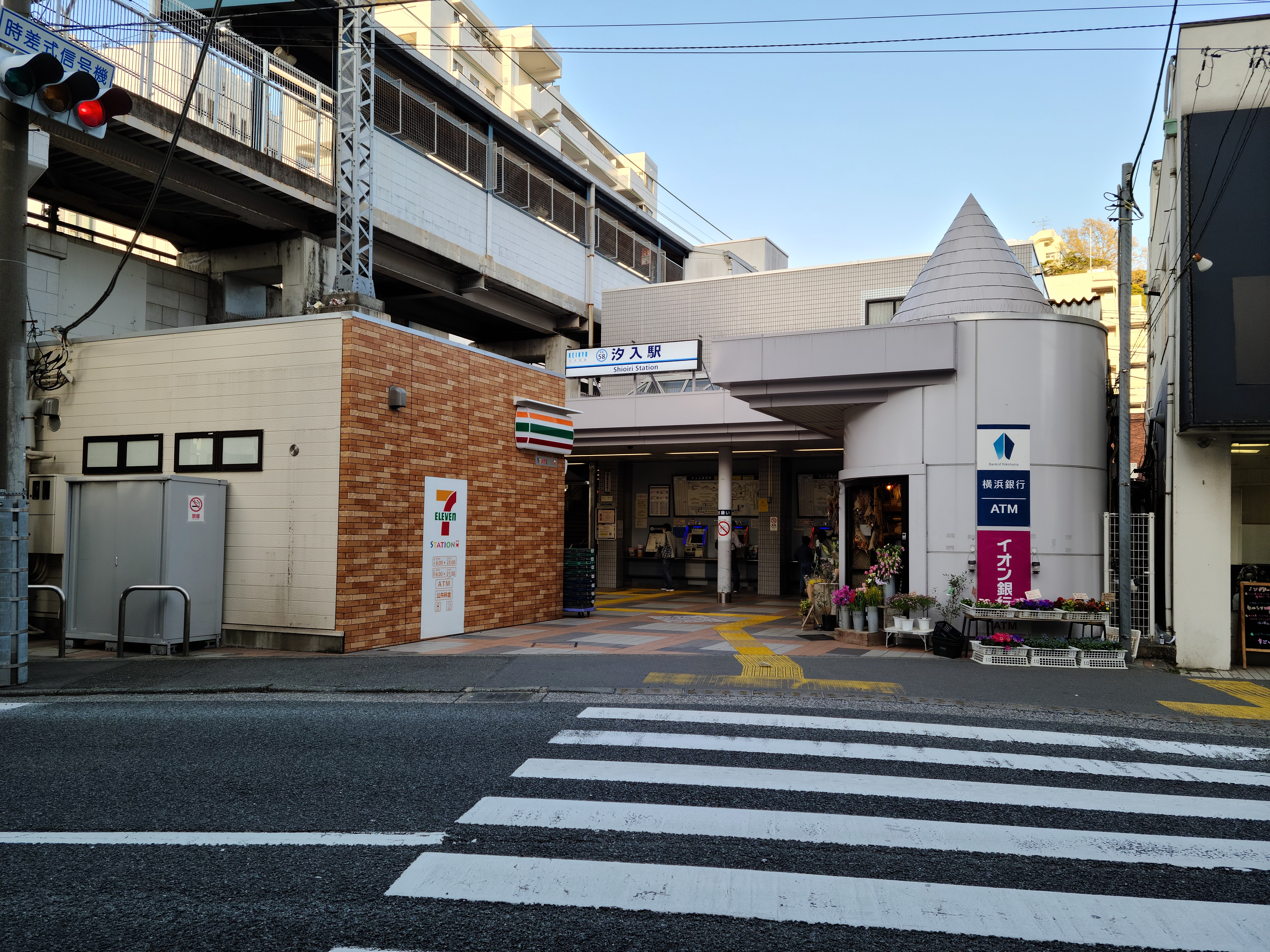
서쪽 출구（2021년 3월）
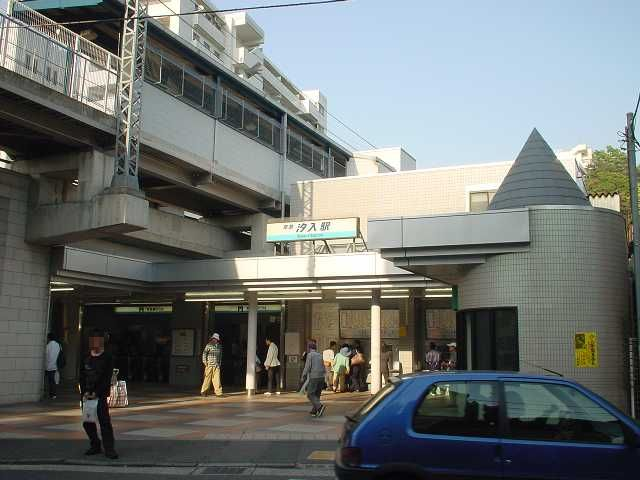
서쪽 출구（2005년 5월）
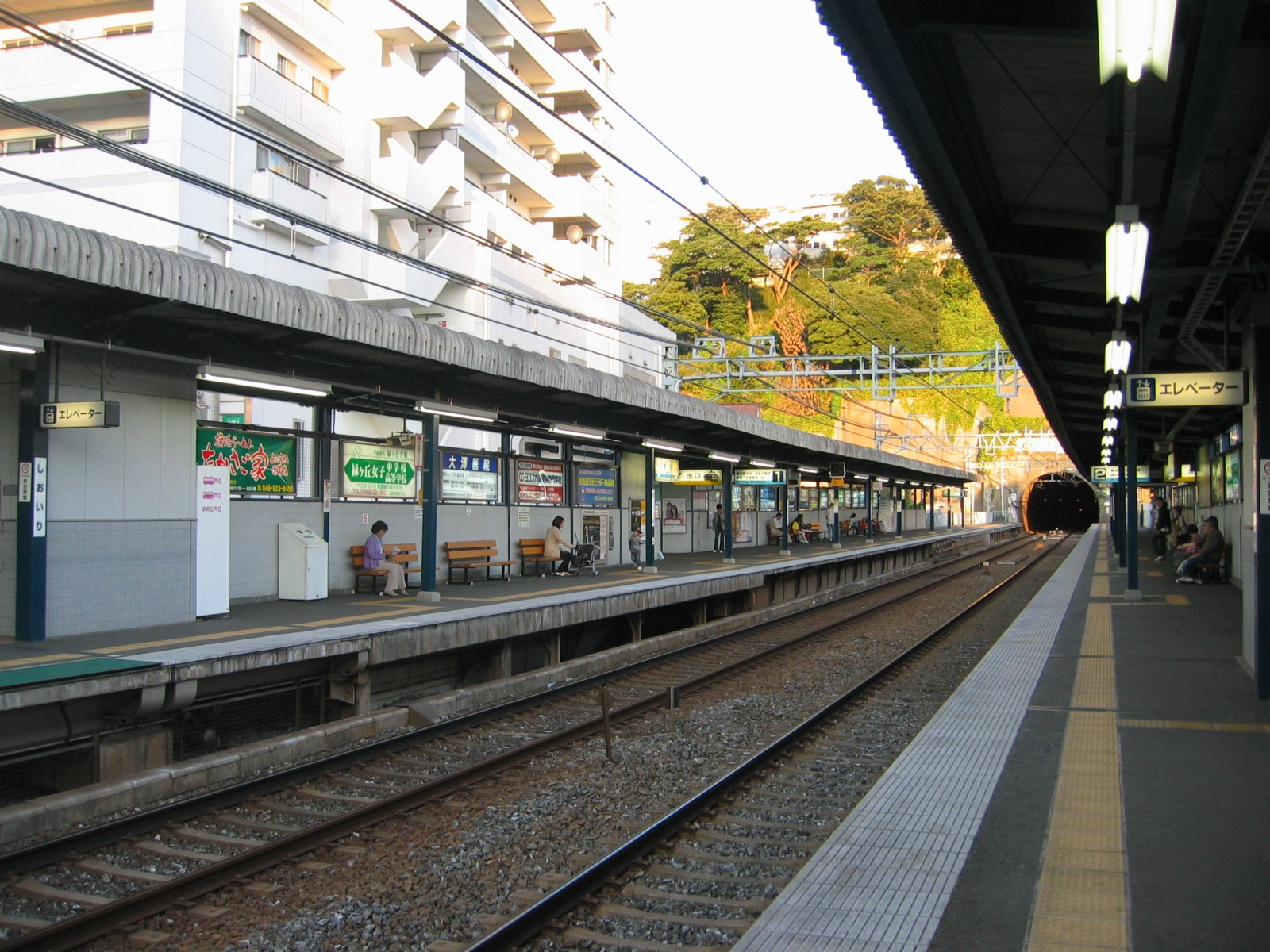
승강장（2007년 10월）
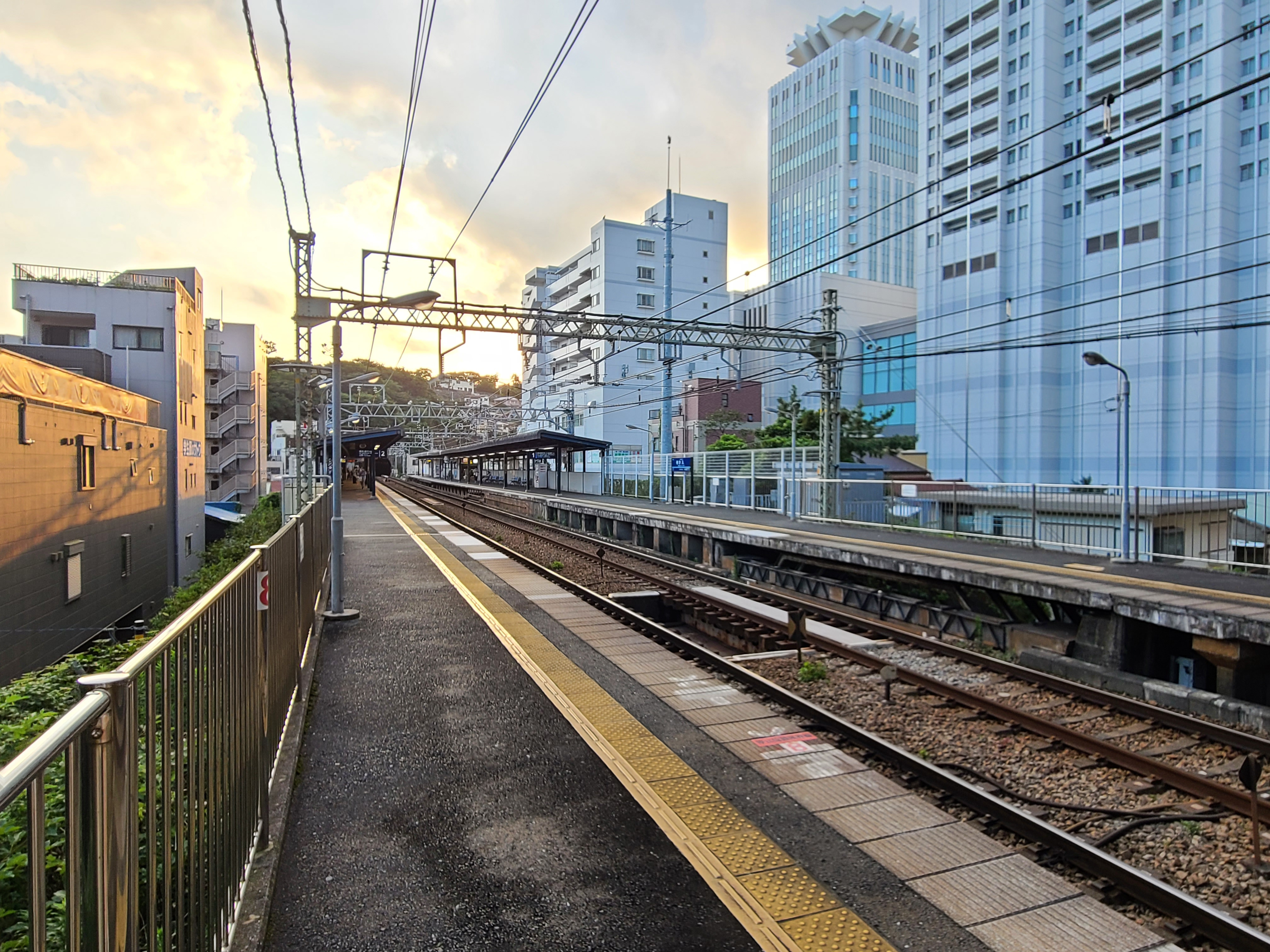
승강장 (2020년 8월)
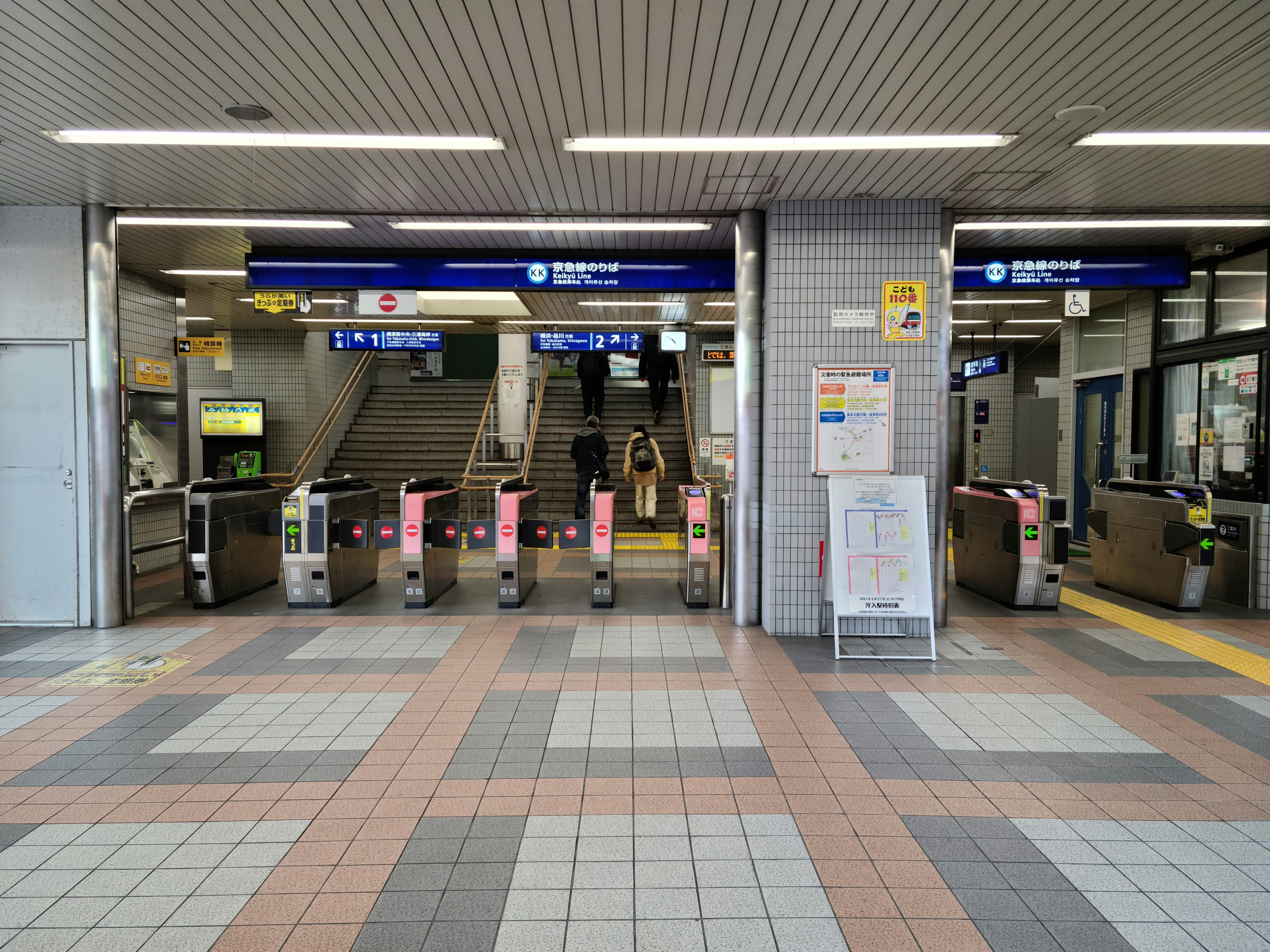
개찰구 (2021년 3월)
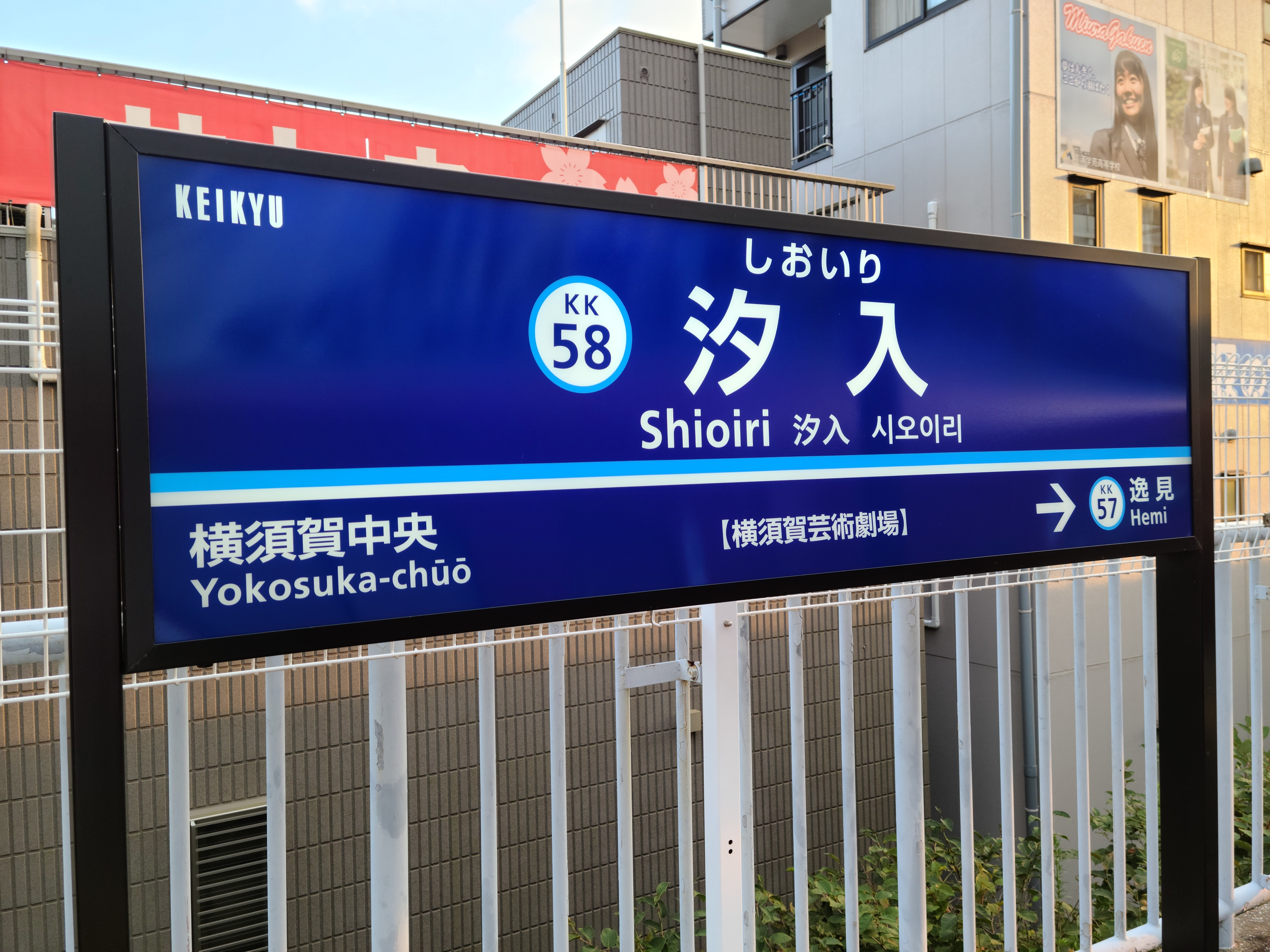
역명판 (2020년 8월)
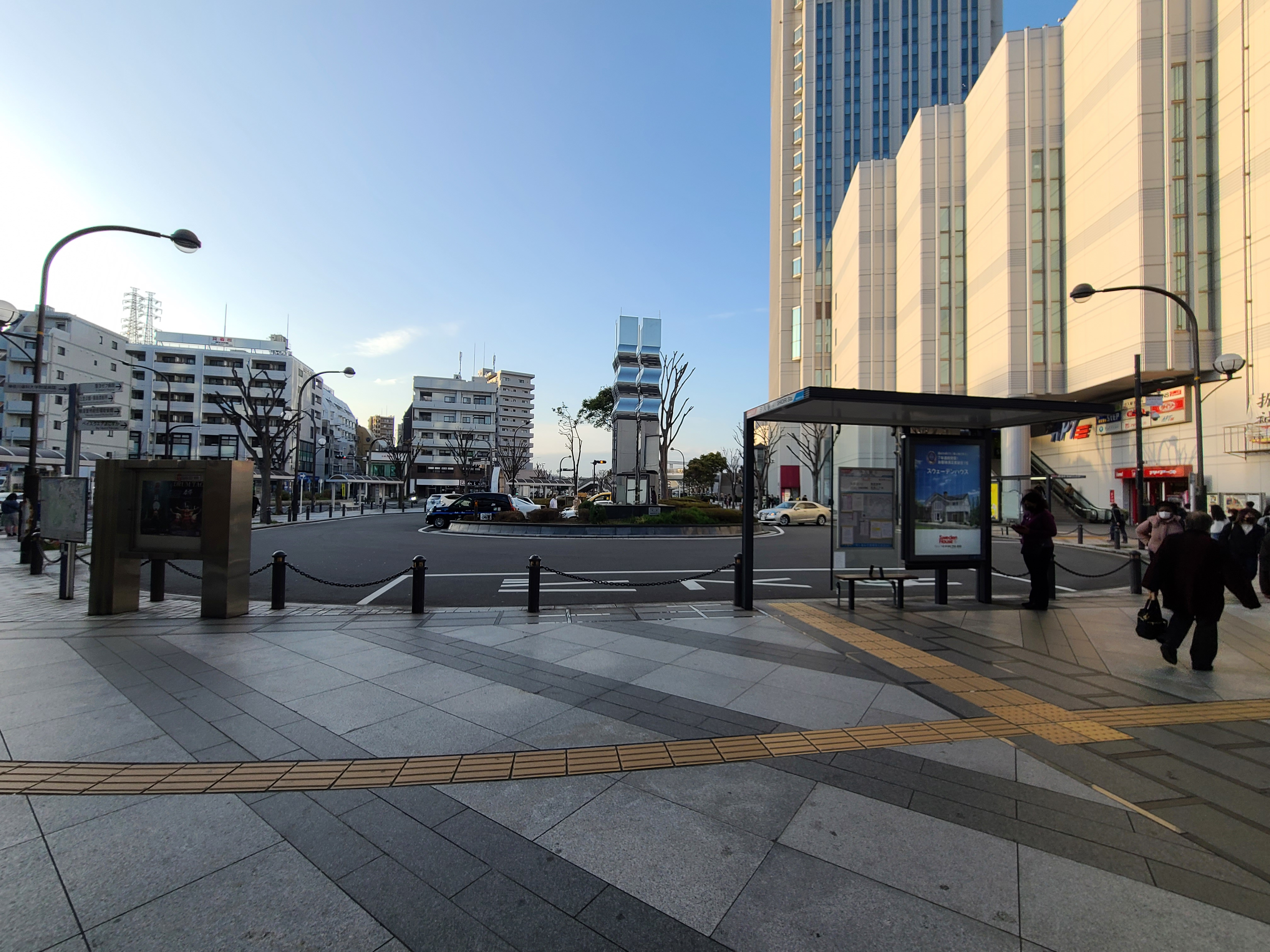
버스 터미널（2021년 3월）

## 인접역
| 게이힌 급행 전철 본선     | 게이힌 급행 전철 본선                     | 게이힌 급행 전철 본선         |
| ------------------------- | ----------------------------------------- | ----------------------------- |
| KK54 옷파마 시나가와 방면 | ■ 특급 (가나자와분코 역 이북 쾌특) ■ 특급 | KK59 요코스카추오 우라가 방면 |
| KK57 헤미 시나가와 방면   | ■ 보통                                    | KK59 요코스카추오 우라가 방면 |